# Antonio Valente (scenografo)
Antonio Valente (Sora, 14 luglio 1894 – Roma, 30 giugno 1975) è stato un architetto e scenografo italiano.

## Biografia
Laureato in architettura alla scuola Superiore di Architettura di Roma, si specializza successivamente in scenografia e costumi a Parigi e a Berlino, tornato in Italia inizia a collaborare con le produzioni cinematografiche a Roma negli anni 20.
Diviene collaboratore dei fratelli Bragaglia al Teatro degli Indipendenti, realizza i Carri di Tespi, una struttura teatrale viaggiante, progettata per essere facilmente montata, smontanta in breve tempo, e facilmente trasportabile, per portare gli spettacoli nei luoghi privi di ambienti adatti.

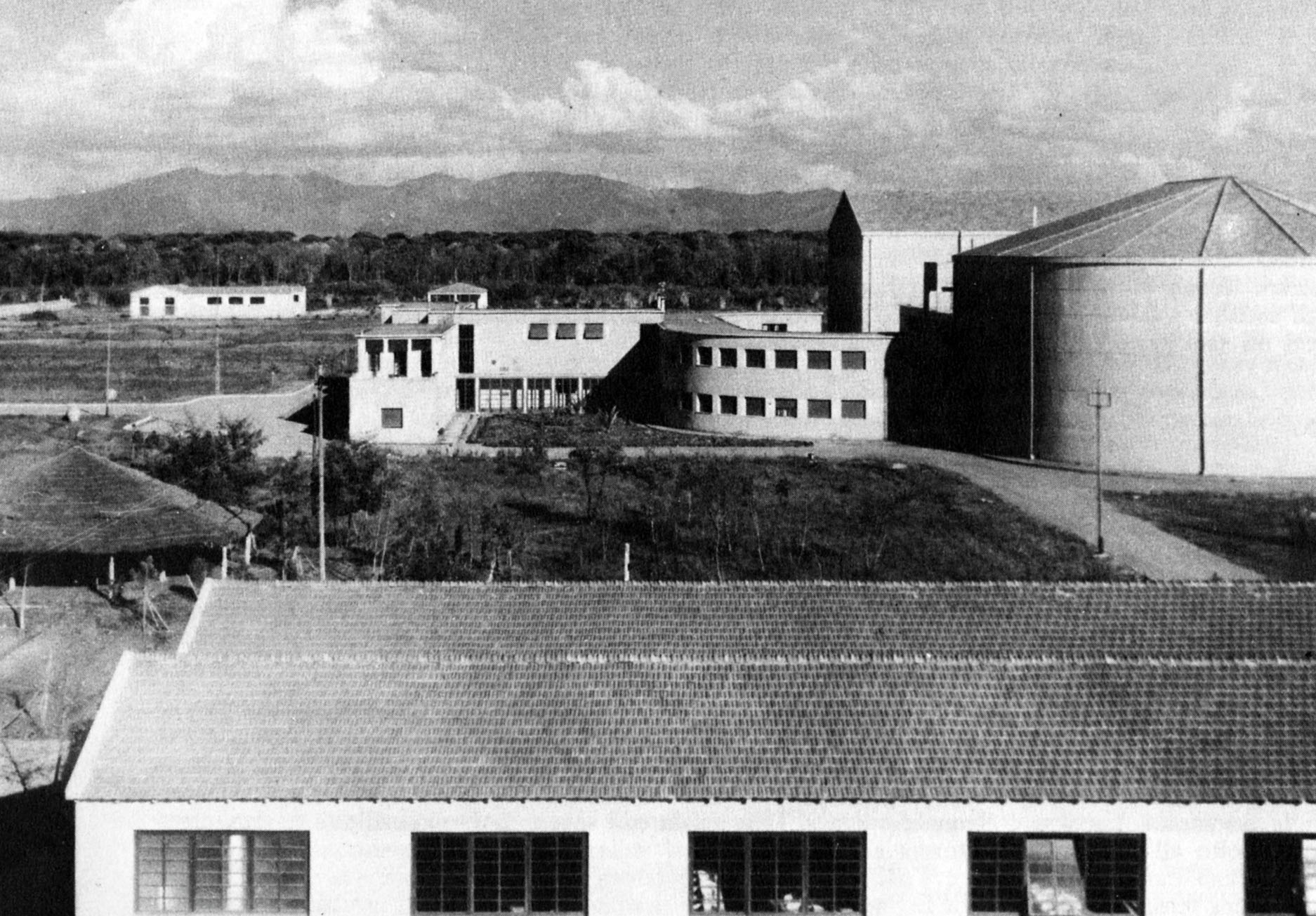
Stabilimenti Pisorno nel 1938, progettati da Antonio Valente

Il primo progetto importante è quello del 1933, la realizzazione degli studi cinematografici Pisorno a Tirrenia, di proprietà del commediografo e regista Giovacchino Forzano, sarà questo centro di produzione di film uno dei più importanti prima della realizzazione nella capitale di Cinecittà.
Negli studi della Pisorno, si occupa di scenografie e arredamento per i film che vengono girati all'interno degli stabilimenti.
Progetta inoltre a Roma gli stabilimenti cinematografici della De Paolis, sulla via Tiburtina, e SAFA Palatino al Celio, oltre ad un gran numero di sale teatrali e cinematografiche.
Realizza nel 1935 quello che sarà uno dei suoi maggiori lavori il Centro Sperimentale di Cinematografia, dove dal 1936 al 1968, insegna scenotecnica ed arredamento.
Sempre a Roma progetta gli stabilimenti cinematografici di via Tuscolana (1939), della Elica film poi De Paolis, sulla via Tiburtina (1939), e Safa Palatino al Celio (1945), oltre a un gran numero di sale teatrali e cinematografiche.
Ha partecipato a importanti mostre di scenografia a New York (dove ha esposto alla International Theatre Exposition con Braque e Picasso), Vienna, Berlino, Düsseldorf, Parigi, Venezia e Roma.
Ha collaborato a riviste di scenotecnica teatrale e cinematografica e all'enciclopedia dello spettacolo. Ha curato allestimenti scenografici e costumi per diverse opere di prosa e di opera lirica, collaborando con teatri come il Teatro alla Scala, il Teatro dell'Opera di Roma e il Maggio Musicale Fiorentino. Numerose le collaborazioni per scenografie e costumi per i film di importanti registi del periodo.

## Opere
(Progetti principali)
- 1920-1922 Progetti di lampade, cuscini, paralumi, 13ª Esposizione Artistes Décorateurs, Parigi, 1920 - Der Sturm, Berlino, 1922
- 1924 Opera nazionale dopolavoro, sede provinciale di Chieti
- 1928 Carro di Tespi e palcoscenico mobile a slittamento longitudinale e tripartito a piani
- 1929-1931 Teatro Opera nazionale dopolavoro (Ond) Conceptio
- 1929 Grande padiglione in cemento armato per colonia marina di 500 balilla
- 1929 Albergo in cemento armato sito sulla spiaggia di Grignano (TS) per 400 dopolavoristi
- 1929 Fontana per villa Caccia
- 1932 Mostra decennale del Fascismo
- 1933-1934 [Stabilimenti cinematografici Pisorno] Centro produzione Tirrenia (PI)
- 1936 Sistemazione dello stabilimento Industrie verolane
- 1936-1948 Centro sperimentale di cinematografia, Roma
- 1939 Villino Candioli, Tirrenia (PI)
- 1939 Palazzina Orlandi, via Icilio vs S. Anselmo, Pisa
- 1940-1941 Zona industriale cinematografica, Roma
- 1940 Sarcofago famiglia Sodani
- 1940 Casa cinematografica italo-rumena, Bucarest (Romania)
- 1941 Cinema, Istanbul (Turchia)
- 1941 Villa Oriolo, Tirrenia (PI)
- 1941 Stabilimenti-attrezzeria cine-teatrali ditta E. Rancati e C., zona industriale cinematografica, Roma
- 1942 Stabilimento di produzione cinematografica Elica, via Tiburtina, Roma
- 1944 Cinema Teatro Moderno, Roma
- 1945 Cinema Baronio, Roma
- 1945-1946 Piano di ricostruzione, Veroli (FR)
- 1946 Cinema Teatro Arena, Roma
- 1946 Cinema Teatro Busento, Cosenza
- 1946 Cinema per 476 posti, Alatri (FR)
- 1946 Cinema Moderno, Monteporzio
- 1946 Cinema Bologna per 1.000 spettatori, via Stamira, Roma
- 1947- 1963 Villa Ballesio, Circeo (LT)
- 1947-1949 Centro sperimentale di cinematografia-Universalia
- 1947 Progetto del cineteatro Italia per 1150 spettatori, via Rossini, Cattolica (RN)
- 1948 Cineteatro di posa, Sanremo (IM)
- 1948 Società di produzione cinematografica Safa, piazza San Giovanni e Paolo, Roma
- 1948 Villetta Grassi, San Felice Circeo (LT)
- 1949 Villetta principessa M. Airoldi, Terminillo (RI)
- 1949-1954 Scuole secondarie, Veroli (FR)
- 1949 La Barca, rivendita-ristorante, S. Felice Circeo al Faro (LT)
- 1949 Sistemazione definitiva del largo a S. Martino, Veroli (FR)
- 1949 Centro Eva - Palcoscenico a conchiglia acustica
- 1950 Schema di lottizzazione ad orto-giardini della Tenuta Colombarina, km 16 di via Appia Nuova, Roma
- 1950 Villetta La Mendola al Quarto Caldo
- 1950 Teatro Massimo proprietà Sapel, Roma
- 1951 Cinema Ritz, S. Margherita Ligure (GE)
- 1951 Ampliamento del Cinema Moderno, Veroli (FR)
- 1952 Progetto di ampliamento della chiesa di S. Francesco, Tirrenia (PI)
- 1952 Tomba monumentale di A. G. Bragaglia al Verano, Roma
- 1952 Cinema Teatro, La Spezia (s.i. Valdellora)
- 1952 Stazione auto Zeppieri, viale P. Bisleti, Veroli (FR)
- 1953 Progetto di cinema al chiuso con annessa arena di 850 posti, borgata Garbatella, piazza Odorico da Pordenone, Roma
- 1953-1965 Stabilimento della Spa calzificio del Mezzogiorno, Latina
- [1953-1973 Villa Valente]
- 1953 Cooperativa Angelina [palazzina]
- 1954 Progetto di Cinema Teatro del Popolo, borgata Primavalle, via di Val Favara, Roma
- 1954-1955 Cinema Teatro Colombo per 1.200 spettatori, via di Grottaperfetta, Roma
- 1955 Cinema Teatro Nuovissimo per 400 spettatori, Montalbano Jonico (MT)
- 1955 Cinema Chiabrera a Cattolica (RN)
- 1955-1961 Villa Violati
- 1956 Scuola elementare, Montenero (VT)
- 1957 Cinema Teatro arena Borghesiana, Tor Forame (Torre Gaia), Roma
- 1958 Cinema Teatro Moderno di 650 posti, Vibo Valentia
- 1958 Tabacchificio da erigersi a San Felice Circeo (LT)
- 1958 Villa Sandra Battaglia, Punta Rossa (LT)
- 1959 Complesso alberghiero di Punta Rossa (LT)
- 1959 Progetto di villa su terreno di proprietà della Sofagim, Fregene (Roma)
- 1959-1968 Villette su terreno di proprietà della contessa Elsa De Giorgi, San Felice Circeo (LT)
- 1960 Stabilimento di produzione cinematografica, via Cristoforo Colombo (Roma)
- 1960-1964 Hotel Maga Circe, Circeo (LT)
- 1960 Progetto di massima per un posteggio sotterraneo a due piani al galoppatoio di Villa Borghese, Roma
- 1961 Progetto di due villette unifamiliari accoppiate di proprietà di Elsa Bassetti e Mario dell'Ara su terreno, S. Felice Circeo (LT)
- 1962-1968 Villa Sampò, Circeo (LT)
- 1964 Cappella della famiglia V. Bonfiglio
- 1965 Cinema Teatro di 1.500 posti, via Fezzan, Roma
- 1965 Cinema Teatro Tevere, Roma
- 1965 Progetto di Cinema Teatro Arena per 1.000 spettatori, in Cesano (Roma)
- 1965 Progetto del Cinema Teatro Nuovo per 1.000 posti, via Piave, Montenero (VT)
- 1965 Scuola materna (ampliamento), Sabaudia (LT)
- 1966 Villa B. Manfredi
- 1967 Villa Zeppieri
- 1967-1972 Progetto di complesso turistico Baja d'oro
- 1969 Villa Assunta al Trasimeno (PG)
- 1970 Negozio Brioni (interno-esterno), via Barberini, Roma
- 1974 Istituto professionale tipo alberghiero, Colonia Elena, Villaggio della Mercede, San Felice Circeo (LT)

## Filmografia
- Camicia nera, regia di Giovacchino Forzano (1933), scenografie
- Fiordalisi d'oro, regia di Giovacchino Forzano(1936), scenografie
- 13 uomini e un cannone, regia di Giovacchino Forzano (1936), scenografie
- Fermo con le mani!, regia di Gero Zambuto (1937), scenografie
- La vedova, regia di Goffredo Alessandrini (1939), scenografie
- Papà Lebonnard, regia di Jean de Limur (1939), scenografie e costumi
- La peccatrice, regia di Amleto Palermi (1940), scenografie
- Sei bambine e il Perseo, regia di Giovacchino Forzano (1940)
- Il re d'Inghilterra non paga, regia di Giovacchino Forzano (1941), scenografie
- Teodora imperatrice di Bisanzio, regia di Riccardo Freda (1954), scenografie con Filiberto Sbardella

## Archivio
Il fondo Antonio Valente è conservato presso l'Archivio centrale dello Stato.